# Kust

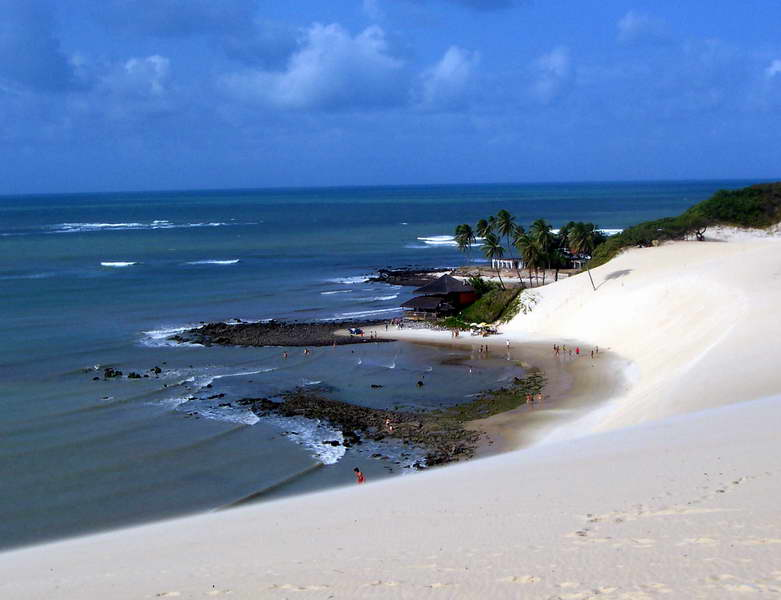
Atlanten: Brasiliens östkust.

Kusten är gränsen mellan hav, eller ibland mellan en större insjö och land. Utmed kusten finns ofta stränder, hamnar och ibland fjordar. En stor del av världens befolkning bor nära havs- eller insjökuster. Kuster förändras i förhållande till naturkrafter som vågor och tidvatten, landhöjning och skiftande havsnivå. Den östra och västra kusten av ett landområde kallas ostkust respektive västkust.